# Historia de la música española desde la venida de los fenicios hasta el año de 1850
La Historia de la música española desde la venida de los fenicios hasta el año de 1850 es una obra del musicólogo Mariano Soriano Fuertes, publicada en cuatro volúmenes entre 1855 y 1859.

## Descripción
La obra, que el autor califica como la primera de tales características, supera las mil trescientas páginas entre los cuatro volúmenes, que se publicaron entre 1855 y 1859. Según el propio autor, su composición le llevó «catorce años de trabajo y continuado estudio», y estuvo animada por «la lectura de las obras de D. Tomás Iriarte, Lichtental, Viardot, Fetis, Roschlitz, Rousseau y otros». La obra no ha sido vista por todos con los mismos ojos. Baltasar Saldoni, en su Diccionario biográfico-bibliográfico de efemérides de músicos españoles, se refiere a ella como la «grande obra» de Soriano Fuertes y asegura que, ya tras la primera lectura, le había augurado «que obtendria grandísimo éxito, muy merecido y justo, así como unánimes aplausos de todos los amantes de nuestras glorias nacionales». Por el contrario, hay autores que han señalado que contiene «numerosos errores e incorrecciones» y que queda en parte nublada por «el exagerado españolismo que la gobierna». Además, la aseveración que Soriano Fuertes hace en las primeras páginas del primer volumen de que nadie había escrito una obra así le enzarzó con Hilarión Eslava.